# Sove
Sôve (znanstveno ime Strigiformes) so red ptic, v katerega običajno spadata dve živeči družini (v preteklosti jih je bilo večje število):
- pegaste sove Tytonidae
- prave sove Strigidae

Red sov šteje okoli 210 vrst. Obe družini živita v Evropi in tudi v Sloveniji.

## Telesna zgradba
Sove so povsem prilagojene nočnemu lovu. Velike oči so povsem prilagojene za gledanje v mraku in trdi temi. Na mrežnici imajo veliko več na svetlobo občutljivih celic kot dnevne ptice. Oči imajo sove nameščene na prednjem delu glave, kar jim sicer oži vidno polje, prednost takega položaja oči pa je v tem, da lahko natančno določijo razdaljo med njimi in objekti v naravi ter plenom. Oči so poleg tega nepremične, kar nadomesti velika okretnost v vratu, ki omogoča sovam obračanje glave za kar 270 stopinj.
Sluh sov je prav tako izredno razvit, poleg tega pa imajo »obraz« oblikovan tako, da zvok usmerja proti ušesom, kar jim omogoča natančno določanje lokacije plena, tudi če ga ne vidijo.
Sove so tudi skoraj povsem neslišne pri letu, kar jim omogoča posebna oblika mehkega perja, ki pokriva njihova krila. Poleg tega zunanji robovi koncev perutnic niso ostri in celoviti ampak »razčesani«. Tako zrak neslišno drsi preko kril.
Kot ujede imajo tudi sove ostre, upognjene kljune prilagojene trganju mesa in ostre kremplje prirejene za napad, s katerimi zgrabijo plen.
Samec sove je pravilno skovir, čeprav vlada prepričanje, da je čuk (primerjaj narodno pesem: "Čuk se je oženil, tralala, sova ga je vzela, hopsasa ..."). V resnici je čuk vrsta manjše sove, skovir pa je sovji samec. Živijo v gozdovih in gorah. Predvsem jedo miši in voluharje.  